# Chasse à l'homme 2
Pour les articles homonymes, voir Chasse à l'homme (homonymie).
Série
Chasse à l'homme
(1993)
Pour plus de détails, voir Fiche technique et Distribution.
Chasse à l'homme 2 (Hard Target 2) est un film américain de Roel Reiné, sorti directement en vidéo en 2016. Suite indirecte, qui fait office de reboot, du film Chasse à l'homme (1993) avec Jean-Claude Van Damme, il met en vedette Scott Adkins, Robert Knepper et Rhona Mitra dans les rôles principaux.

## Synopsis
Wes Baylor un champion de MMA, doit lutter pour sa vie lorsqu'il est coincé dans un jeu mortel organisé par des hommes spécialisés dans la chasse à l'homme.

## Fiche technique
- Titre original : Hard Target 2
- Titre français : Chasse à l'homme 2
- Réalisation : Roel Reiné
- Scénario : Matt Harvey, Dominic Morgan et George Huang
- Direction artistique : Boontawee Thor Taweepasas
- Photographie : Roel Reiné
- Montage : Radu Ion
- Musique : Jack Wall
- Production : Chris Lowenstein
  - Production exécutive : Sean Daniel
- Sociétés de production : Universal Pictures Home Entertainment et Living Films
- Société de distribution : Universal Pictures Home Entertainment
- Pays de production :  États-Unis
- Langue originale : anglais
- Format : couleur - 35 mm
- Genre : Action, Thriller
- Durée : 104 minutes
- Dates de sortie[1]  :
  - États-Unis : 6 septembre 2016 (sorti directement en DVD / Blu-ray[2])
  - France : 4 octobre 2016[3] (sorti directement en DVD / Blu-ray)

 Sauf indication contraire, les informations mentionnées dans cette section peuvent être confirmées par la base de données cinématographiques IMDb,  présente dans la section « Liens externes ».

## Distribution
- Scott Adkins (VF : Loïc Houdré) : Wes Baylor
- Robert Knepper (VF : Christian Visine) : Aldrich
- Rhona Mitra : Sofia
- Temuera Morrison : Madden
- Ann Truong (VF : Laëtitia Godès) : Tha
- Adam Saunders (de) : Esparto
- Jamie Timony : Landon
- Peter Hardy (en) (VF : Jean-Luc Atlan) : Jacob Zimling
- Sean Keenan (VF : Stéphane Marais) : Tobias Zimling
- Troy Honeysett (en) : Jonny Sutherland
- Gigi Velicitat (VF : Jean-Marc Charrier) : Maduka
- Jeeja Yanin

 Source et légende : version française (VF) sur RS Doublage

## Production

### Attribution des rôles
En août 2015, Scott Adkins est choisi pour interpréter le rôle-titre dans Chasse à l'homme 2 (Hard Target 2), remplaçant ainsi Jean-Claude Van Damme qui était la tête d'affiche lors du premier film, en 1993.
Robert Knepper et Rhona Mitra ont rejoint la distribution peu de temps après et le distributeur Universal annonce l'acquisition des droits du film.

### Tournage
De novembre 2015 à février 2016, le film a été tourné en Thaïlande.

## Autour du film
Mi-mars 2016, un premier teaser du film a été mis en ligne.
Mi-juin 2016, une bande-annonce du film a été mis en ligne,.